# Lova Maha Paya
Lova Maha Paya o Lovamahapaya és un edifici situat entre Ruvanveliseya i Sri Mahabodiya en la ciutat antiga d'Anuradhapura, Sri Lanka. És també conegut com el palau de Bronze o Lohaprasadaya perquè el sostre estava cobert amb rajoles de bronze. Fou elevat sobre 1.600 columnes de granit per acomodar al clergat. L'estructura fou adornada amb plata, or i pedres precioses a més de tenir la teulada de coure. Incloïa un tron d'ivori a la sala principal amb els emblemes del Sol i la Lluna en plata i or i el chatra o para-sol (símbol de domini) daurat sobre bàcul de plata.
En temps antics, l'edifici va incloure el refectori i el uposathagara (Casa de Uposatha). Hi havia també un simamalake on el Sangha es reunia els dies anomenats Poya per recitar el sutra de la confessió. El famós Lohaprasada, construït pel rei Gamani o Dutugemunu, descrit com un edifici de nou pisos, era un dels edificis d'aquesta classe. Un costat de l'edifici tenia 120 m de llarg. Hi ha 40 files, cada fila consisteix en 40 pilars de pedra, amb un total de 1.600 pilars. Es creu que la construcció de l'edifici va durar sis anys. L'edifici fou completament destruït durant el regnat del rei Saddhatissa.
El Jetavanaramaya, el Abhayagiriya i el Ruwanwelisaya eren estructures més baixes i el Lovamahapaya va quedar com l'edifici més alt de l'illa durant un mil·lenni entre 155 aC i el 993. L'edifici petit que hi ha ara és una construcció recent i és el local d'Uposatha (casa del capítol) del temple Maha Vihara encara avui dia.